# Gorsedd de Bretagne
 (août 2025).
Si vous disposez d'ouvrages ou d'articles de référence ou si vous connaissez des sites web de qualité traitant du thème abordé ici, merci de compléter l'article en donnant les références utiles à sa vérifiabilité et en les liant à la section « Notes et références ».
La Gorsedd de Bretagne, Goursez Vreizh en breton, de son nom complet Breudeuriezh Drouized, Barzhed hag Ovizion Breizh (en français : Fraternité des druides, bardes et ovates de Bretagne) est une association loi de 1901 créée en 1899 et constituée en1900 sur le modèle de la Gorsedd des bardes de l'île de Bretagne (Gorsedd Beirdd Ynys Prydain, en gallois).

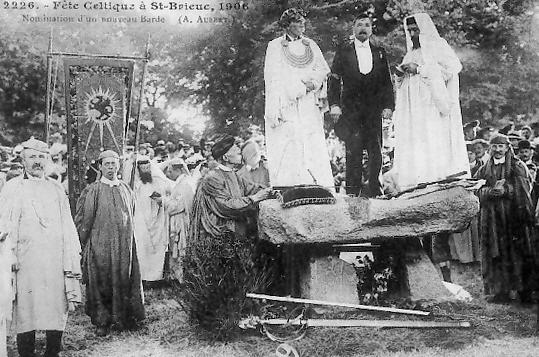
Nomination d'un nouveau barde lors du Gorsedd Digor de 1906 à Saint-Brieuc.

## Étymologie
Gorsedd (au pluriel, gorseddau) signifie en gallois « trône » puis par extension  « assemblée ». Le correspondant breton, Goursez, est féminin comme en gallois, il est donc d'usage d'écrire la Gorsedd.

## Historique

### Création
La Gorsedd est fondée en 1899.
En 1900, lors du IIIe Congrès de l'Union régionaliste bretonne, une assemblée constitutive se tient à Guingamp pour lancer la Gorsedd bretonne, la Goursez Gourenez Breizh vihan (l'assemblée des bardes de la presqu'île de Petite Bretagne). La Gorsedd de Bretagne reconnaît la prééminence de l'Archidruide de Galles.
La Gorsedd de Bretagne a d'abord été une association de fait, réunie à Guingamp pour la première fois en 1900. Elle a été créée comme une branche ou une filiale de l'institution équivalente du Pays de Galles. Elle a en effet reçu l'autorisation spéciale du Grand Druide gallois Hwfa Môn lors de l'Eisteddfod de Cardiff en août 1899. La même autorisation de constitution a été donnée à la Gorsedh de Cornouailles britannique créée en 1928.
Selon Gwenc'hlan Le Scouëzec, sur les 14 personnes présentes, 3 reçurent des « nominations » de druides, les autres étant des bardes (les écrivains) et les ovates (autres). Ils décidèrent de faire une cérémonie publique annuelle à l'imitation de la Gorsedd galloise.
La « Gorsedd des bardes de l'Île de Petite Bretagne » n'a été déclarée en préfecture qu'en 1908, la parution au Journal officiel intervenant le 23 novembre (source : règlement intérieur de 1926). Jean Le Fustec, ayant reçu son titre de barde au pays de Galles, devint le premier Grand Druide de Bretagne. Le titre de druide est conféré depuis 1927 aux bardes et ovates qui sont impliqués dans l'organisation.

### Histoire abrégée de la Gorsedd de Bretagne
Théodore Hersart de La Villemarqué (1815-1895) prit contact avec la Gorsedd du Pays de Galles. Il prit le nom bardique de Barz Nizon (Le Barde de Nizon, village près de Pont-Aven où il a été élevé). Il créa une « Fraternité des Bardes de Bretagne » (Breuriez Breiz), mais n'aboutit pas à la création formelle d'une Gorsedd.
- 1837 : Grâce à ses relations avec les intellectuels gallois, Jean-François Le Gonidec, qui avait fait éditer à Londres une Bible en breton, obtient de recevoir à distance un diplôme de barde de la Gorsedd des bardes de l'Île de Bretagne, pour lui-même, pour Auguste Brizeux (nom de barde : Bleomelen) et pour La Villemarqué[5].
- 1838 : La Villemarqué, Félix du Marallac'h, Louis de Carné, invités à l'Eisteddfod par  la Cymdeithas Cymreigyddion y Fenny (Société des galloisants d’Abergavenny) sont reçus à Abergavenny par la Gorsedd galloise. Le poète Alphonse de Lamartine, ne pouvant se rendre à l’invitation et se posant en chantre de l'unité des Celtes gaulois et ultramarins, fait lire un texte en vers où apparaît l'image de l'épée brisée d'Arthur dont un morceau se trouve de chaque côté de la Manche[6].
- 1843 (ou 1857 incertitude sur l'année) : fondation par La Villemarqué de la Breuriez-Breiz (Confrérie bretonne), dont l’activité, très réduite, est purement littéraire et linguistique.
- 1867 : une petite délégation galloise se rend au Congrès celtique international, à Saint-Brieuc, à l'invitation de la Société d’émulation des Côtes-du-Nord. Les organisateurs du congrès souhaitaient créer une manifestation culturelle bretonne similaire à celle de l'Eisteddfod.
- 16 août 1898 : à l'occasion de la représentation du mystère de saint Guénolé voulu par Émile Cloarec, maire de Ploujean, des intellectuels brittophones décident de réactiver l'Association Bretonne afin de préserver la culture celte et bretonne menacée par la Révolution industrielle .
- 1899 : une délégation bretonne d’une vingtaine de personnes est reçue à la Gorsedd des bardes de l'Île de Bretagne à Cardiff afin de constituer le noyau d’un groupe breton. C'est alors qu'est opérée la première présentation de l’épée brisée[7]. 
Les invités bretons, dont  (Anatole Le Braz, Charles Le Goffic, Jean Le Fustec, François Jaffrennou, Léon Le Berre, Lionel Radiguet, Léon Durocher, Émile Hamonic sont investis comme bardes d'honneur de Galles. De retour en Bretagne, ces bardes nouvellement nommés, décident en septembre à Vannes, la création d'une Gorsedd sur le modèle gallois.
- Le 1er septembre 1900, une assemblée  constitutive  se réunit à l’auberge de la Veuve Le Falc’her à Guingamp. Jean Le Fustec (nom bardique « Yann ab Gwilherm », puis « Lemenik ») devient le premier Grand Druide de la « Gorsedd de Petite Bretagne » jusqu'à sa démission en 1903.
- 23 novembre 1908 : l’association bardique bretonne est officiellement déclarée sous le titre de Gorsedd Barzed Gourenez Breiz Izel (Gorsedd des Bardes de la presqu’île de Bretagne).
- 1909 : une crise éclate entre les tenants d'un bardisme inspiré des Triades et les tenants du catholicisme émus par les critiques très fortes de l'Église catholique.
- 1912 : la scission de l'URB pour fonder la Fédération régionaliste bretonne, largement inspirée par la Gorsedd, marque une période d'expansion de celle-ci (réunion de Douarnenez en août 1912) qui sera stoppée par la guerre de 1914. Cette année-là, la Gorsedd se réunit à Locronan. La Grande Épée d'Arthur, fabriquée par la maison Gutperle, fait sa première apparition.
- 1913 : La Gorsedd de la Presqu'île de Bretagne se tient à Hennebont, en août. Le Docteur Gabriel Desjacques, créateur du Musée d'Art Régional d'Hennebont, en devient un membre d'honneur.
- Après une première rencontre en 1919 à l'occasion de l'érection d'une statue de Prosper Proux à Guerlesquin, qui réunit Taldir, Francis Gourvil Léon Le Berre, Louis Le Floc'h et Yves Berthou, et une autre pour le monument à Jos Parker à Fouesnant en 1923, Jaffrennou et Le Berre sonnent le rappel des bardes dispersés[8].
- 1924-1925-1926 : à la demande de Louis Le Bourhis, fondateur des Fêtes de Cornouaille, la Gorsedd est sollicitée pour assurer la direction afin d'en "garder l'esprit breton". Taldir, Léon Le Berre (Abalor) et Francis Gourvil (Barr-Ilio) vont prêter leur concours à la cérémonie d'élection des Reines de Cornouaille. La bannière de la Gorsedd est exposée sur la scène du théâtre et sur celle de l'Odet Palace.
- En 1926 est opéré le "regroupement" de la société qui était inactive depuis 1914, car les règles de la Gorsedd interdisent toute activité pendant les guerres et, aussi, du fait des problèmes personnels d'Yves Berthou, le Grand Druide. François Jaffrennou est investi comme son "coadjuteur" et le représente. Le règlement intérieur est modifié et une cérémonie publique est prévue pour l'année suivante.
- 13 août 1927. La "Gorsedd public" a lieu à Riec-sur-Bélon en  présence de 150 délégués venus des Îles britanniques et la cérémonie représentant la réunion symbolique des deux parties brisées du glaive a lieu. Le recrutement est relancé, compensant les pertes dues à l'interruption. [réf. nécessaire].

La même année, Le Nouvelliste de Bretagne ouvre une souscription pour venir en aide à Yves Berthou, Grand Druide de Bretagne depuis 1903, empêché, car il est malade et ruiné du fait de la crise. L'appel sera aussi entendu par les bardes de l'autre côté de la Manche.
- En 1928, dans une lettre polémique répondant à Joseph Loth, le « Collège des bardes » revendique 65 membres actifs et 32 membres d'honneur. Les « désopilants druides » estiment que, si leurs costumes pourraient être qualifiés de carnaval, ce n'est pas moins vrai des costumes des académiciens ou des professeurs de faculté. Pris à partie à propos du procès des autonomistes alsaciens à Colmar, ils répondent que cela concerne l'avenir de la Bretagne, car il signifie « la résurrection du délit d'opinion » et « la mise à disposition de l'État de l'Appareil judiciaire, comme sous Napoléon III »[9].
- 1929 : Jaffrennou (Taldir) a fait de sa revue trimestrielle An Oaled-Le Foyer breton, l'organe de la Gorsedd et obtient de la municipalité d'Huelgoat qu'elle organise, avec sa société d'édition, Armorica, le Gorsedd public de 1929. Le Grand Druide Berthou précise, à la suite d'attaques du Parti autonomiste breton (PAB), que « Le Gorsedd s'adresse à un public qui n'est pas celui  de Breiz Atao, c'est pourtant facile à comprendre ».
- 1931 : Yves Berthou et Philéas Lebesgue font paraître Dindan dero an Drouized = Sous le chêne des Druides, qui est présenté comme "un volume de philosophie celtique". Les auteurs s'appuient sur les Triades galloises pour présenter une cosmogonie celtique. Taldir, lors de la parution, estime que "le Druidisme n'est pas en contradiction avec la Science, pas plus qu'avec le Christianisme".
- 1932 : La Gorsedd digor est l'une des manifestations du « Festival national breton », tenu à Pontivy du 28 au 31 juillet, avec le soutien actif des autorités locales. Le Grand Druide-adjoint, François Jaffrennou, dans un discours en breton de Vannes, adresse ses respects au président du Conseil et ses salutations au président de la République, Albert Lebrun. Il fait aussi une conférence sur Émile Masson, « un séparatiste » qu'il qualifie aussi de prophète. Il dit que si « nous pensons détenir la Vérité »… « ceux qui proposent d'autres formules ont raison de les présenter et de tâcher de les faire prévaloir », « car, la Bretagne, dit-il, en citant Anatole Le Braz, est pays de diversité ».

À partir de cette année, qui voit une action forte des nationalistes (arrêt forcé du train présidentiel à Ingrandes), la Gorsedd est implicitement mise par Taldir dans le camp des régionalistes dont Taldir est, de facto, le chef de file. Les polémiques avec le Parti National Breton sont de plus en plus violentes, car les régionalistes reprochent aux nationalistes leur manque de patriotisme français (rappel de l'esprit de défense de la Grande Guerre) et leur incapacité à capter l'attention réelle de la population et de ses élus.
- 1939 : La Gorsedd digor, tenue le 30 juillet à Vannes au cours du "Festival interceltique", est celui qui a eu le plus grand éclat, car l'ensemble des manifestations est placé sous la présidence du préfet, de l'évêque, du maire, Maurice Marchais, et d'un sénateur, Alphonse Rio, lui-même déjà nommé barde d'honneur. Pour le collège des bardes, il s'agit de célébrer le voyage de 1899 à Cardiff et donc le quarantième anniversaire de la « reprise des relations interceltiques ». Des délégations importantes ont fait le voyage depuis les Îles britanniques.
- 1947 : Après l'interruption statutaire du temps de la guerre 1939-1945, François Jaffrennou, interdit de séjour en Bretagne, est appelé par les autres bardes à reconstituer la Gorsedd et il en reprend la tête jusqu'à sa mort en 1956.
- 1956 : Pêr Loisel, Pierre Loisel à l'état civil, devient Grand Druide sous le nom d'Eostig Sarzhaw. Il tombe malade vers 1974 et, atteint de la maladie d'Alzheimer, ne peut bientôt plus assurer la direction du Gorsedd. Il est décédé le 30 octobre 1980.
- 1980 : Gwenc'hlan Le Scouëzec devient le cinquième Grand Druide. Il engage la Gorsedd sur la voie philosophique et prend position en 1988 contre l'utilisation des symboles celtiques par l'extrême droite. Il condamne le racisme et proclame l'adhésion formelle de la Gorsedd à la Déclaration universelle des droits de l'homme de 1948. Il décède en février 2008.
- 2008 : Per Vari Kerloc'h, chanteur brittophone et syndicaliste, jusque-là adjoint de Gwenc'hlan Le Scouëzec, est élu sixième Grand Druide par le Poellgor (Comité Directeur). Il confirme les orientations humanistes prises par son prédécesseur.
- 2008 : La Gorsedd a célébré, à l'occasion de son Gorsedd digor le centenaire de la mort de Jean Le Fustec, le premier Grand Druide.
- 2010 : La Gorsedd prend position contre les mesures de répression des installations « sauvages » des Roms venus de Roumanie et de Bulgarie et fustige le « nettoyage ethnique » opéré par l'État.
- 2017 : à la suite des recherches minières dans la région de Merléac et craignant une exploitation extrêmement polluantes, la Gorsedd célèbre, le 5 août, une cérémonie de protection de la butte St Michel à laquelle assistent 200 personnes.
- 2018 : Les lycéens bretons qui ont passé l'épreuve de mathématiques du baccalauréat, malgré l'interdiction du rectorat, reçoivent un prix à la Gorsedd Digor de Brasparts pour leur acte pacifique de désobéissance civile.
- 2019 : Le petit Fañch et ses parents reçoivent un prix lors de la Gorsedd Digor de juillet pour leur combat visant à faire reconnaître l'orthographe bretonne des prénoms bretons. L'association Bretagne Réunie, représentée par ses deux coprésidents se voit attribuer un prix également pour son travail militant ayant conduit à la collecte de 105 000 signatures d'électeurs de Loire Atlantique en faveur du retour du département à la Bretagne. Le 9 novembre, une cérémonie de protection des arbres d'un jardin public de Lannion, rassemble 200 personnes autour de la Gorsedd.
- 2020 : La Gorsedd Digor de Plouhinec accorde un prix à l’association Bretagne Vivante pour son rôle pionnier en matière d'éducation populaire à l'environnement et l'ouverture de la Réserve Ornithologique de Goulien dans le Cap Sizun en 1959. Sont également primées les maires d'Audierne et de Plouhinec pour leur volonté conjointe de signer la Charte Ya d'ar Brezhoneg.

## Doctrine
L'originalité de l'institution néodruidique bretonne, à l'instar de sa société mère galloise, est de ne pas se positionner comme une religion ou une philosophie particulière, car ses membres ont la liberté de pensée. Les druides ne jouent, en aucun cas, le rôle d'un clergé et la croyance en Dieu n'est plus obligatoire, alors qu'elle était requise dans le règlement de 1928.
Avec un G majuscule, la Gorsedd désigne la Fraternité des druides, bardes, et ovates - sinon, il désigne l'assemblée de ces bardes. On utilise parfois en breton le mot Goursez comme équivalent du gallois Gorsedd.
La Villemarqué et plusieurs de ses compagnons, ont été les premiers Bretons reçus au Pays de Galles à l'Eisteddfod d'Abergavenny en 1838. La Gorsedd fait sienne également la filiation traditionnelle des chanteurs et conteurs populaires de Bretagne, tradition remise à l'honneur par Ti Kaniri Breiz, d'abord indépendante, puis section de la Gorsedd pour la promotion du chant traditionnel et la composition de chants nouveaux.
Le terme de barde est, dans l'esprit des promoteurs du XIXe et du XXe siècle, entendu comme générique, parce que, supposant une inspiration spirituelle, c'est pourquoi la Breuriez Breiz, puis la Gorsedd sont souvent désignés en français comme "le collège bardique" ou le "collège des bardes", traduits en breton "Skol Veur ar Varzed" ou « Skolaj ar Varzed », surtout avant 1940. Le fait de réunir et faire coopérer les bardes est aussi appelé le "bardisme".
Il faut distinguer le druidisme des Celtes de la protohistoire et le néodruidisme ou druidisme contemporain, créé au XVIIIe siècle. Selon Christian-J. Guyonvarc'h et Françoise Le Roux, il n'y a pas de « filiation traditionnelle remontant aux druides de l'Antiquité ». Certains bardes ont estimé le contraire, notamment le cinquième grand druide de la Gorsedd, Gwenc'hlan Le Scouëzec, décédé en 2008. Il réfute la recherche d'une transmission de fonctions et de rites, car, écrit-il, « le druidisme ne disparaît pas au Ve siècle… Mais dire qu'il a disparu, parce que les druides ne sont plus, depuis le 1er siècles, les conseillers des rois, c'est prendre l'effet pour la cause… Ce qui est éternel, c'est le fondement même de la croyance… l'arbre, la pierre et la fontaine. Le cycle de l'année, et les valeurs qu'il porte en lui et qu'on ne peut lui ôter ». Le même Le Scouëzec, qui a laïcisé les pratiques de la Gorsedd a développé l'idée que la « philosophie naturelle », professée en creux par des nombreux penseurs de toutes époques et illustrée par des contes populaires bretons, a été continument présente sous le vernis chrétien obligatoire. La transmission continue n'est absolument pas démontrée historiquement, ni étayé par des travaux scientifiques. Per Vari Kerloc'h, sixième et actuel Grand Druide sous le nom de Morgan, considère le problème "de la filiation traditionnelle remontant aux druides de l'Antiquité" comme un critère avant tout inspiré par des considérations de théologie catholique. À ce titre, bien évidemment, il ne s'en réclame pas. Il entend se placer sur le plan du symbolisme à l'instar de certains courants de la franc-maçonnerie qui tracent leur origine depuis le temple de Salomon. Le Grand Druide estime que c'est l'existence du peuple breton et la continuité de sa culture qui fondent avant tout la légitimité du druidisme contemporain.
« Nous ne sommes pas une religion. (...) Le druidisme est une philosophie de la nature. (...) Nous sommes de tous les combats pour la reconnaissance de la langue [bretonne] » dit Per-Vari Kerloc'h.

## Objectifs et fonctionnement
La Gorsedd déclarait, à sa fondation, « se consacrer à l'étude, à la conservation et au développement des Arts et de la Littérature et des Traditions celtiques ».Tous les ans a lieu la cérémonie publique en breton de la Gorsedd Digor (Gorsedd ouvert ou Assemblée ouverte), le 3e dimanche de juillet. À cette occasion sont reçus les nouveaux membres en présence de délégations du Pays de Galles et de la Cornouailles britannique qui prennent aussi la parole dans une de leurs langues. Une condition impérative pour être membre actif est de connaître le breton ou de l'apprendre…  et l'admission n'a lieu qu'après deux années de probation comme "disciple" au minimum.  Les non-brittophones peuvent être investis comme bardes d'honneur et il n'est pas nécessaire d'être breton pour être admis. Dans la période antérieure à la guerre de 1939-1945, parmi les dizaines de bardes d'honneur investis figurent des élus nationaux et locaux, généralement maires, conseillers généraux, députés ou sénateurs du lieu de la cérémonie druidique annuelle. Tous doivent revêtir, lors de la réunion annuelle du Gorsedd digor, une saie de la couleur correspondant à leur dignité : blanche pour les druides, bleue pour les bardes et verte pour les ovates. Le règlement intérieur, rédigé en breton et souvent amendé, définit les principes généraux et les règles de fonctionnement interne. Il inclut aussi la liste des objets rituels constituant le "trésor de la Gorsedd" et une description des rites à accomplir pour la Gorsedd digor et les autres cérémonies. Il est généralement complété par la liste des membres. Une explication de la stabilité, malgré des périodes d'endormissement, est le système de cooptation par lequel les membres du comité dirigeant (le Poellgor) sont d'abord élevés à la dignité de druide, avant d'être éventuellement appelés à en faire partie, et n'en sortent volontairement que par la démission. Il y a eu cependant des exclusions vers 1910 à l'encontre de catholiques convaincus qui critiquaient le Grand Druide Berthou pour ses opinions tendant vers une religion néo-celtique. Aujourd'hui, la Gorsedd réunit des hommes et des femmes résidant, pour la plupart, sur le territoire de la Bretagne historique et désireux de chercher dans trois directions la fraternité, la spiritualité et la nationalité (déclaration de la Gouesnière, 1983).

## Positionnement philosophique
Après avoir longtemps gardé des relations publiques avec la religion catholique, la Gorsedd de Bretagne se définit depuis les années cinquante comme une société de pensée humaniste non dogmatique. À la demande du Grand Druide Morgan, elle énonce maintenant que la croyance ou non en un ou plusieurs dieux ou déesses, est laissée à l'appréciation individuelle de chaque membre, la Gorsedd ne professant aucune vérité sur ce point.
La Gorsedd réunit des hommes et des femmes aux parcours différents. Elle compte ainsi des membres d'origine ou de culture athée, agnostique, chrétienne, musulmane, juive, ou néo-païenne.
La Gorsedd de Bretagne a condamné l'utilisation des symboles celtiques par l'extrême droite (Déclaration d'Imbolc, 1988), condamnant du même coup le racisme et l'antisémitisme. À cette occasion, elle a proclamé sa pleine et entière adhésion à la Déclaration universelle des droits de l'homme de 1948.
Per Vari Kerloc'h, successeur de Gwenc'hlan Le Scouëzec, a confirmé ces évolutions. Il déclare que des militants d'extrême-droite avaient voulu infiltrer la Gorsedd dans les années 1980 mais « Nous avons exclu ces membres et rejeté dans une déclaration toute forme de racisme ». Il a par ailleurs protesté contre l'expulsion des Roms de France en 2010. Il estime que le Druidisme en tant que philosophie de la nature, définition reconnue déjà dans le De divinatione de Cicéron, justifie également un engagement dans la problématique environnementale.

## Les Grands Druides de Bretagne
- Jean Le Fustec (Lemenik) de 1900 à 1903.
- Yves Berthou (Kaledvoulc'h) de 1904 à 1932.
- François Jaffrennou (Taldir) de 1933 à 1955.
- Pêr Loisel (Eostig Sarzhaw) de 1956 à 1980.
- Gwenc'hlan Le Scouëzec (Gwenc'hlan) de 1981 à 2008.
- Per Vari Kerloc'h (Morgan) depuis 2008.

## Les membres de la Gorsedd de Bretagne les plus célèbres

### Membres actifs
- François Abgrall (Alc'houeder Arre) en 1928
- Auguste Bocher (Ar Yeodet)
- Jean-Pierre Calloc'h (Bleimor)
- Herri Caouissin
- Jean Choleau (Yann Kerper)
- Charles Cotonnec (Pareour) en 1927
- André Degoul (An Hader)
- Joseph Duchauchix (Ar Meneziad)
- Léon Durocher (Kambronikor)
- François Éliès (Abeozen)
- Gabriel Éliès (Mab an Dig)
- Émile Ernault (Barz ar Goued)
- Gaston Esnault (Kistinen-Vor)
- Paul Diverrès (Tangwall)
- Gweltaz ar Fur (Gweltaz)
- Yvonne Galbrun (Erwanez)
- Francis Gourvil (Barr Illio)
- Jules Gros (Ab Alan)
- Théophile Guyomarc'h (Tonton Phil)
- Loeiz Herrieu (Barz Labourer) en 1905
- Paul Ladmirault (Oriaf)
- Léon Le Berre (Ab Alor) en 1899
- Marc Le Berre (Ab Enéour) en 1947
- Philéas Lebesgue (Ab Gwenc'hlan)
- Paul Le Flem
- Charles Le Goffic (Ene ar garantez) en 1899
- Hervé Le Menn (Herveig Penleo)
- Yves Le Moal (Dir na Dor)
- Jef Le Penven
- Georges Le Rumeur (Mathaliz)
- Gwenc'hlan Le Scouézec (Gwenc'hlan)
- Régis de l'Estourbeillon (Hoel Bro-Erek), député du Morbihan
- Morvan Marchal
- André Mellac (Gwenedour)
- Pierre Mocaër (Gwas Eussa)
- Léon Palaux (Mab Armor)
- Jos Parker
- Charles Picquenard (Barz Melen ab Ronan) en 1899
- Dom Alexis Presse, abbé de Boquen
- René Quillivic (Men kalet)
- Lionel Radiguet en 1899
- Vefa de Saint-Pierre (Brug ar Menez Du)
- Gilles Servat
- Yves Tillenon (Al Louzaouer)
- François Vallée (Ab Herve) en 1899

### Bardes d'honneur
- Paul Bellamy, député de Loire-Inférieure
- Émile Cloarec, député du Finistère (1899)
- Émile Delobeau, sénateur du Finistère (1908)
- André Dezarrois, conservateur du Musée du Louvre
- Roland Dorgelès, écrivain (1929)[16]
- Pierre Even, sénateur des Côtes-du-Nord
- Pierre Fontan, majoral du Félibrige
- Jacques Heugel (Telenn Marzin), éditeur de musique
- Jules Le Bozec, sculpteur
- Anatole Le Braz (Skrêo ar Mor)
- Charles Le Goffic (Eostik ar Garante)
- Marie-Louise Le Manac'h, titrée Lady Mond
- Sir Robert Mond
- Maurice Marchais, député du Morbihan
- Alphonse Rio, sénateur du Morbihan
- Yves Riou, député des Côtes-du-Nord (1899)
- Henri Servain, sénateur des Côtes-du-Nord (1921)